# 胡台麗
胡台麗（1950年3月11日—2022年5月7日），台灣人類學家，紀錄片導演，台北市人。畢業於北一女中，為國立臺灣大學歷史系學士，而後取得紐約市立大學研究院人類學碩士、博士學位。1979年起在中央研究院民族學研究所任職，2015年接任民族學研究所所長，曾任清華大學人類學研究所兼任教授。
擔任臺灣國際民族誌影像學會第一、二任理事長，並於2001年創辦台灣國際民族誌影展。
胡台麗的父親胡唯一是上海人，為第一版中文《摩門經》的譯者，母親來自江西。丈夫李惠正是東海大學美術系退休教授，兩人育有一子；姪女婿為蔡振南（已離異）。

## 背景

### 研究領域
- 文化人類學
- 視覺人類學
- 臺灣民族誌
- 詮釋人類學
- 儀式與展演
- 巫文化研究

### 紀錄片作品
胡台麗是台灣民族誌紀錄片的先驅，所拍攝紀錄片《穿過婆家村》於1997年上映，是台灣首部於商業電影院播放的紀錄片。並有多部紀錄片獲得國內外獎項。
- 1984年 《神祖之靈歸來：排灣族五年祭》（The Return of Gods and Ancestors: Paiwan Five Year Ceremony）
- 1988年 《矮人祭之歌》（Songs of Pasta'ay）
- 1993年 《蘭嶼觀點》（Voices of Orchid Island）
- 1997年 《穿過婆家村》（Passing Through My Mother-in-law's Village）
- 2000年 《愛戀排灣笛》（Sounds of Love and Sorrow）
- 2004年 《石頭夢》（Stone Dream）
- 2012年 《讓靈魂回家》（Returning Souls）

### 專書作品
- 2011年 《排灣文化的詮釋》（台北：聯經出版事業有限公司）
- 2003年 《文化展演與臺灣原住民》（臺北：聯經出版事業有限公司）
- 2001年 《排灣族的鼻笛與口笛》（胡台麗、錢善華、賴朝財合著）（臺北：國立傳統藝術中心籌備處）
- 1991年 《燃燒憂鬱》（臺北：張老師文化事業公司）
- 1986年 《性與死》（臺北：時報出版公司初版。1993年張老師文化事業公司新版）
- 1984年 My Mother-in law's Village: Rural Industrialization and Change in Taiwan. (Institute of Ethnology, Academia Sinica, Monograph Series B, No.13. Taipei: Institute of Ethnology, Academia Sinica.)
- 1982年 《媳婦入門：田野心影錄》（臺北：時報出版公司。1997年增訂新版）

## 褒揚令
2022年6月14日，於台北華山文創園區舉行「永遠的田野胡台麗追思紀念會」，總統蔡英文也出席，並頒贈褒揚令，由長子李赫代表接受，隨後在李赫陪同下至悼念區獻花，並向家屬慰問致意，包括總統府資政孫大川、原民會主任委員夷將·拔路兒、中研院院長廖俊智、立委黃國書、鄭天財、伍麗華、文化部次長蕭宗煌、中研院民族所所長張珣等人也出席。褒揚令全文為：

中央研究院民族學研究所前所長胡台麗，瑋質慧雅，曉暢清華。少歲卒業國立臺灣大學歷史系，旋負笈遊美，獲紐約市立大學人類學系碩、博士學位，殫思淬砥，益累新知。歷任中研院研究員、所長、特聘研究員暨文化部文化資產局審議會委員、教育部學術審議委員會委員、科技部人類學門召集人等職，才懷志抱，宵旰精勤。期間潛究農村社會衍變，窮考解嚴榮民議題；探尋部落祭儀樂舞，傳承巫師祖靈涵義；翔集跨領域田野調查，開放資料庫系統應用，興微繼絕，遠泝博索；鉤玄提要，溯流澄源。嗣投身民族誌影片拍攝，體現動態觀點對話，尤以《神祖之靈歸來：排灣族五年祭》、《矮人祭之歌》、《蘭嶼觀點》等作品發表，迭獲國內外獎項及展演邀約，囊錐露穎，秀出班行，允為本土相關紀錄片先驅與奠基者；曾獲頒教育部學術獎殊榮。綜其生平，盡瘁臺灣文化保存復振，標揚國家多元族群融合，前緒遐舉，秉操丹衷；茂績盛業，楷範名垂。遽聞溘然凋隕，悼惜良殷，應予明令褒揚，用示政府篤念馨賢之至意。

總　　　統　蔡英文　　　　

行政院院長　蘇貞昌　　　　

## 外部連結
- 中央研究院民族學研究所胡台麗網頁
- 台灣民族誌數位影音典藏計畫 （页面存档备份，存于）
- 台灣電影網-胡台麗 （页面存档备份，存于）
- IMDB-Tai-li Hu （页面存档备份，存于）
- TEDxTaipei-胡台麗 Tai Li Hu （页面存档备份，存于）